# مسکورترنز
مسکورترنز (روسی: Мосгортранс) شرکت ترابری روس است، که در سال ۱۹۵۸ تأسیس شد.